# Saint'Clair Martins Souto
Saint'Clair Martins Souto (Unaí, 6 de maio de 1939) é um advogado e político brasileiro do estado de Minas Gerais. Foi prefeito de Unaí no mandato de 1977a 1982. Foi deputado estadual constituinte pelo PMDB, na 11ª legislatura (1987 - 1991). Atualmente, atua como advogado no Distrito Federal.